# Villa Polder
Villa Polder is een monumentaal woonhuis gelegen in het Brabantse dorp Gemert en dateert uit 1884. Het twee verdiepingen tellende pand is gebouwd in eclectische stijl in opdracht van Johannes Cornelis Kuijper (1841-1929). Omdat het pand van architectuurhistorisch belang is vanwege vormgeving en materiaalgebruik, is het sinds 2001 geregistreerd als rijksmonument. Tegenwoordig is er in het pand een restaurant met terras en bed & breakfast gevestigd.